# جرس (موسيقى)

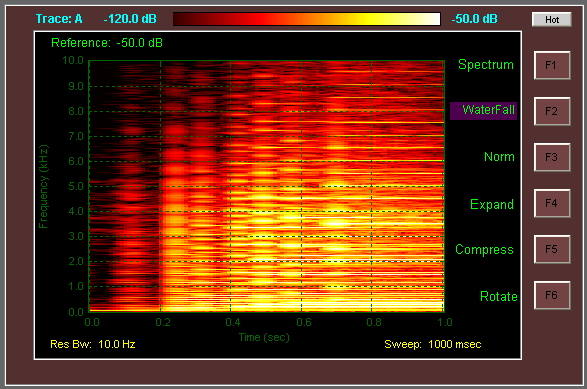

في الموسيقى، الجرس أو طابع الصوت هو مجموعة من الخصائص التي تميز الصوت الموسيقي. تحدد جودة الألحان والنغمات الموسيقية، كما تسمح بالتمييز بين أصوات الكائنات والآلات الموسيقية، كالآلات الوترية ، والآلات الهوائية، والآلات الإيقاعية، يجدر بالذكر أن الخصائص الفيزيائية للصوت التي تمكن من إدراك الجرس تشمل أيضا طيف التردد وغلاف الترددات.
يعرف أيضاً باللون الصوتي أو خامة الصوت، وهو ما يميز المصادر المختلفة للصوت المنتج، كالأصوات البشرية والآلات الموسيقية الوترية، آلات النفخ الخشبي، آلات النفخ النحاسي، آلات الإيقاع، والآلات التي تعتمد على الدوائر الكهربائية في إنتاجها للصوت، حتي وإن كانت لها نفس التردد وشدة الصوت. وتتضمن الخصائص الفيزيائية التي تحدد طابع الصوت علي الطيف الصوتي (Spectrum) والتغليف الصوتي (Envelope).